# Vince Guaraldi
Vince Guaraldi (San Francisco, 17 juli 1928 - Menlo Park, 7 februari 1976) was een Amerikaanse jazzpianist en -componist, die bekend werd door zijn muziek voor de "Peanuts" tv-tekenfilms.

## Biografie
Vincent Anthony Guaraldi groeide op in de San Francisco Bay Area. Tijdens de Koreaanse Oorlog was hij in militaire dienst. Daarna ging hij naar de San Francisco State University. Tijdens zijn studies begon hij boogiewoogie- en jazz-piano te spelen en in lokale clubs speelde hij soms mee met artiesten als Sonny Criss, Chubby Jackson en Bill Harris.
In 1951 werd hij lid van het trio van vibrafonist Cal Tjader en speelde mee op het album The Cal Tjader Trio (Fantasy Records, 1953). Hij verliet de groep korte tijd daarna maar hij speelde later nog vaak samen met Tjader en hij is te horen op meer dan een dozijn albums van de vibrafonist.
In 1955 vormde hij een eerste eigen kwartet, maar hij begeleidde verder ook andere artiesten. Zijn eerste complete album met zijn eigen Vince Guaraldi Trio werd uitgebracht op Fantasy in 1956. Het trio bestond naast Guaraldi zelf uit gitarist Eddie Duran en bassist Dean Reilly.
In 1962 nam hij in de nieuwe bezetting met Monty Budwig op bas en Colin Bailey op drums het album Jazz Impressions of Black Orpheus op, met arrangementen van de bossanova-filmmuziek van Tom Jobim en Luiz Bonfá uit Orfeu Negro. Het album bevatte ook een oorspronkelijk nummer van Guaraldi getiteld "Cast your fate to the wind", dat een hit werd ofschoon het oorspronkelijk als B-kant op single werd uitgebracht. Guaraldi kreeg er een gouden plaat voor en een Grammy Award voor beste oorspronkelijke jazz-compositie. Als vervolg nam Guaraldi de volgende jaren enkele albums op met de Braziliaanse bossanova-gitarist Bola Sete.
In 1965 vroegen Bill Meléndez en Lee Mendelson aan Guaraldi om de muziek te schrijven voor een televisietekenfilm met de Peanuts van Charles Schulz. A Charlie Brown Christmas werd een groot succes, zowel bij het publiek als bij de critici, en de originele muziek van Guaraldi, uitgebracht op LP, droeg daar veel toe bij. Guaraldi werd dan ook gevraagd om de muziek te schrijven voor de volgende Peanuts-specials, waarvan er ten minste een per jaar werd geproduceerd. Guaraldi leverde ook de muziek voor de langspeeltekenfilm A Boy Named Charlie Brown (1969).
Guaraldi stierf op 47-jarige leeftijd aan een hartaanval in een hotelkamer in Menlo Park (Californië), waar hij zou optreden in een nachtclub. Hij ligt begraven op het Holy Cross Cemetery in Colma.

## Discografie (selectie)

### Als leider
- 1956: The Vince Guaraldi Trio
- 1957: A Flower is a Lovesome Thing
- 1962: Jazz Impressions of Black Orpheus
- 1963: Vince Guaraldi In Person
- 1963: Vince Guaraldi, Bola Sete and Friends
- 1964: The Latin Side Of Vince Guaraldi
- 1964: Jazz Impressions Of A Boy Named Charlie Brown
- 1965: From All Sides (met Bola Sete)
- 1965: A Charlie Brown Christmas
- 1966: Live at El Matador (met Bola Sete)
- 1968: Oh Good Grief!
- 1969: A Boy Named Charlie Brown (soundtrack)
- 1969: The Eclectic Vince Guaraldi
- 1970: Alma-Ville

### Als sideman
- 1953: The Cal Tjader Trio (Guaraldi's eerste opnamesessie)
- 1957: Jazz At The Blackhawk (Cal Tjader Quartet)
- 1957: Cal Tjader (Cal Tjader Quartet)
- 1957: Conte Candoli Quartet
- 1958: Mas Ritmo Caliente (Cal Tjader)
- 1958: Stan Getz/Cal Tjader Sextet
- 1958: Latin Concert (Cal Tjader Quintet)
- 1959: A Night At The Blackhawk (Cal Tjader Sextet)
- 1959: Latin For Lovers (Cal Tjader with Strings)
- 1959: Tjader Goes Latin (Cal Tjader)